# Burlington House
La Burlington House es un edificio situado en Piccadilly, en la ciudad de Londres. Originalmente fue una mansión paladiana privada, que fue ampliada a mediados del siglo XIX tras ser adquirida por el Gobierno británico. El edificio principal ocupa el lado norte del patio, y alberga la Royal Academy, mientras que otras cinco Sociedades científicas ocupan las otras dos alas del edificio, en los lados este y oeste del patio, y el ala Piccadilly, al sur. Estas sociedades son:
- La Geological Society of London (Ala Piccadilly-oriental)
- La Sociedad linneana de Londres (ala oeste)
- La Real Sociedad Astronómica (ala oeste)
- La Sociedad de Anticuarios de Londres (ala Piccadilly-occidental)
- La Real sociedad de Química (ala oeste)

## Historia

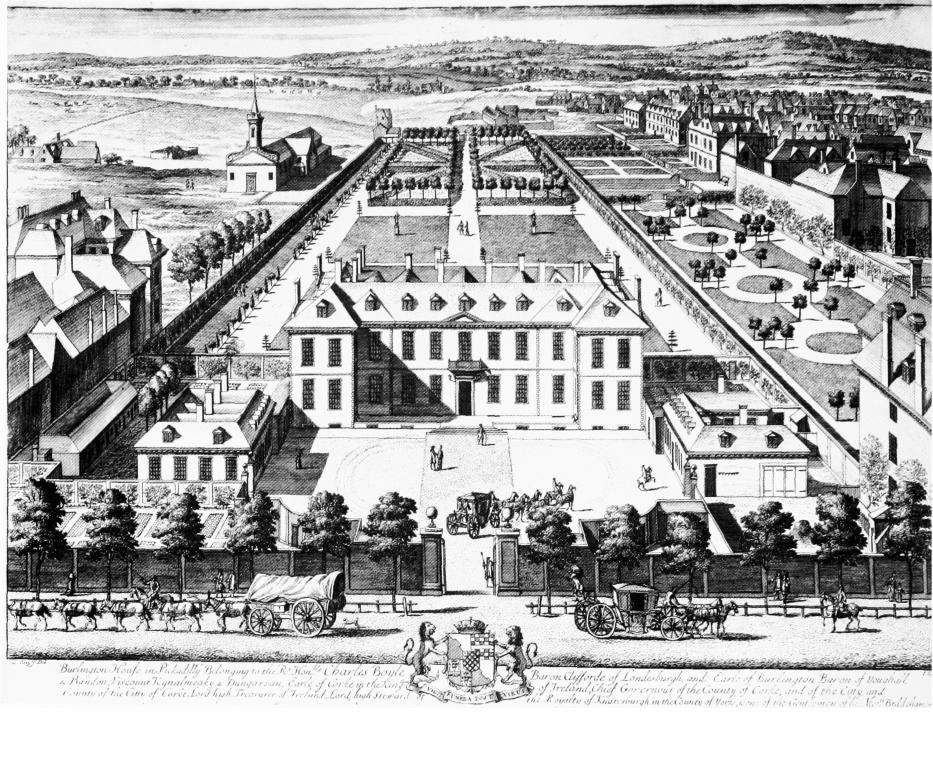
Burlington House c. 1890.

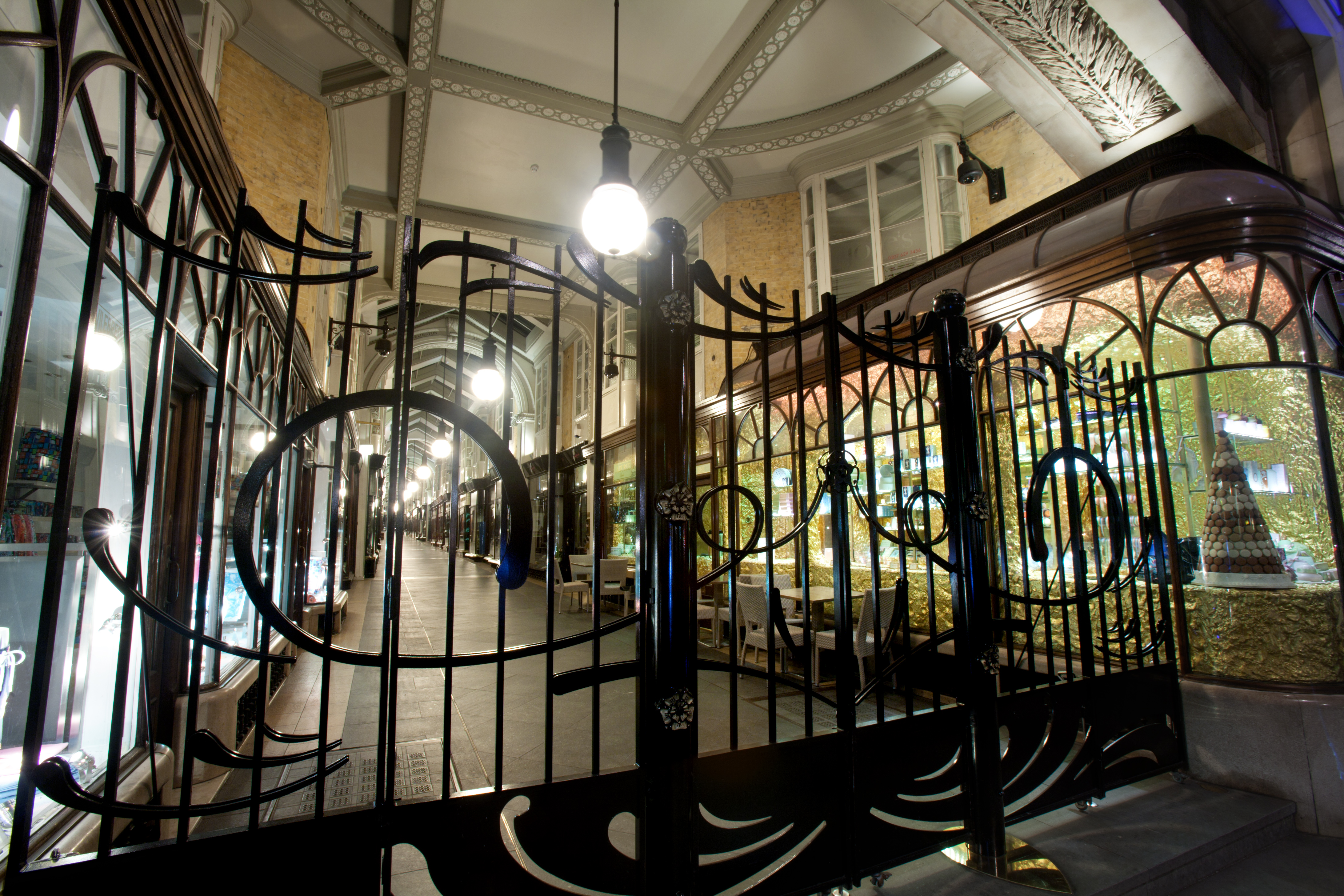
Burlington arcade.

La casa fue una de las primeras grandes residencias privadas que se construyeron en el lado norte de Piccadilly, desde 1660 en adelante. La primera versión de la casa la comenzó Sir Jonh Denham en (o justo después) de 1665. La casa consistía en una mansión de ladrillo rojo con tejado a cuatro aguas, típica del estilo de la época, o incluso algo pasado de moda. Puede que Denham actuara como arquitecto, o pudo haber empleado a Hugh May, quien realmente si tuvo que ver con la construcción cuenta se vendió la finca en 1667 a Richard Boyle, 1.er Conde de Burlington. Burlington terminó la casa.
En 1704 la casa pasó a manos de Richar Boyle, 3.er Conde de Burlington, que tenía 10 años, y que se convertiría en el mejor mecenas del movimiento Paladiano en Inglaterra, y en arquitecto de pleno derecho. Durante la minoría de edad de Burlington James Gibbs cambió el exterior, incluyendo una columnata dórica semicircular, calificada posteriormente por Sir William Chambers como “Una de las mejores piezas de arquitectura”.
En 1717 o 1718, se nombró a Colen Campbell para continuar el proyecto. Este fue un momento clave en la historia de la arquitectura británica, debido a que el trabajo de Campbell se realizó en un estilo paladiano estricto, y las preferencias estéticas de Campbell, Burlington y su colaborador William Kent, quien también trabajó en la Burlington House, iban a liderar las corrientes arquitectónicas y la decoración de interiores británicas durante una generación. El trabajo de Campbell siguió la forma del anterior edificio y reutilizó la mayor parte de la estructura, pero la fachada principal fue reemplazada por una composición austera de dos plantas. La planta baja se convirtió en un sótano rústico, en el que se apoyó una monumental Piano nobile de nueve bahías. Esta no tuvo eje central, pero destacó por las ventanas venecianas. Otros de los cambios que se añadieron al edificio fueron una gran puerta que daba a Piccadilly, y la reconstrucción de la mayor parte de los interiores principales, con muchas de las características paladianas como los ricos frescos del techo.
Tras la muerte de Lord Burlington en 1753, la Casa pasó a manos de los Duques de Devonshire, sin embargo estos no tenían necesidad de otra casa debido a que ya poseían Devonshire House, también en Piccadilly. El hijo menor del 4º Duque Lord George Cavendish y el 3.er Duque de Portland, familia política de los Devonshire, usaron la casa al menos en dos ocasiones separadas. Portand mando a John Carr alterar algunos de los interiores en la década de 1770. Finalmente Lord George, que era rico debido a su matrimonio con una heredera, compró la casa al 6º Duque de Devonshire por 70.000 libras en 1815. Este realizó algunos cambios en la casa, a cargo de Samuel Ware. En 1819 se construyó la Burlington Arcade a lo largo de la parte occidental de los terrenos.
En 1854 la Casa fue vendida por 140.000 libras al gobierno británico, que tenía planes para demolerla y usar los terrenos para la Universidad de Londres. Estos planes fueron rechazados debido a la fuerte oposición y en 1857 Burlington House fue ocupada por la Royal Society, la Sociedad linneana, y la Real Sociedad de Química.
La Royal Academy se instaló en el edificio en 1867 en régimen de alquiler por un período de 999 años pagando 1 libra por año. Las antiguas alas oriental y occidental del servicio a cada lado del patio así como la pared y la puerta que da a Piccadilly, fueron reemplazadas por alas mucho más voluminosas siguiendo el estilo de Campbell. Estas fueron completadas en 1873 y las tres sociedades se mudaron. En 1874 se les unió la Sociedad Geológica, la Real Sociedad Astronómica y la Sociedad de Anticuarios.
Esta ordenación duró hasta 1968 cuando la Royal Society se mudó a su nueva sede en Carlton House Terrace y sus estancias en Burlington House se repartieron entre la Reeal Sociedad Química y la Academia Británica (British Academy). A su vez la Academia Británica se mudó también a Carlton House Terrace en 1998 por lo que la Real Sociedad de Química ocupó el resto del ala este.